# Los Trujillos-Gabaldon
Los Trujillos-Gabaldon és una concentració de població designada pel cens dels Estats Units a l'estat de Nou Mèxic. Segons el cens del 2000 tenia 2.166 habitants.

## Demografia
Segons el cens del 2000, Los Trujillos-Gabaldon tenia 2.166 habitants, 804 habitatges, i 598 famílies. La densitat de població era de 140,8 habitants per km².
Dels 804 habitatges en un 32,3% hi vivien nens de menys de 18 anys, en un 56,3% hi vivien parelles casades, en un 12,9% dones solteres, i en un 25,6% no eren unitats familiars. En el 20% dels habitatges hi vivien persones soles el 7,1% de les quals corresponia a persones de 65 anys o més que vivien soles. El nombre mitjà de persones vivint en cada habitatge era de 2,69 i el nombre mitjà de persones que vivien en cada família era de 3,09.
Per edats la població es repartia de la següent manera: un 26,4% tenia menys de 18 anys, un 8,9% entre 18 i 24, un 26,8% entre 25 i 44, un 25,2% de 45 a 60 i un 12,8% 65 anys o més.
L'edat mediana era de 37 anys. Per cada 100 dones de 18 o més anys hi havia 99,1 homes.
La renda mediana per habitatge era de 28.989 $ i la renda mediana per família de 35.433 $. Els homes tenien una renda mediana de 28.661 $ mentre que les dones 21.492 $. La renda per capita de la població era de 13.959 $. Aproximadament el 12,8% de les famílies i el 15,4% de la població estaven per davall del llindar de pobresa.

## Poblacions més properes
El següent diagrama mostra les poblacions més properes.